# Uspehi fizičeskih nauk
Uspehi fizičeskih nauk (rusko Успехи физических наук, Napredki fizikalnih znanosti, kratica UFN) je znanstvena revija, ki objavlja najaktualnejše probleme iz fizike in z njo povezanih znanosti. V njej večinoma objavljajo znanstveni delavci, aspiranti, študenti fizike višjih letnikov in predavatelji. Revijo so začeli objavljati leta 1918. Izhaja dvanajstkrat na leto.
Trenutni glavni urednik je Leonid Venjaminovič Keldiš.
Od leta 1958 izhaja tudi angleška različica Physics-Uspekhi. Do leta 1993 se je imenovala Soviet Physics Uspekhi.